# 夢食堂の料理人〜1964東京オリンピック選手村物語〜
『夢食堂の料理人〜1964東京オリンピック選手村物語〜』（ゆめしょくどうのりょうりにん いちきゅうろくよんとうきょうオリンピックせんしゅむらものがたり）は、NHK総合テレビで「スペシャルドラマ」として2019年7月23日の19時30分から20時42分に放送された日本のテレビドラマ。鈴木聡作。高良健吾主演。2020年東京オリンピック開幕まで1年のカウントダウン開始を控えて、1964年東京オリンピックの舞台裏で大会を支えた選手村の若き料理人たちに焦点を当て、料理人たちの奮闘と選手村での食を通じた異文化交流を描いて日本人が誇る「おもてなし」のルーツを探る。
1964年オリンピック選手村を舞台に、東京五輪を陰で支えた若者たちにスポットをあてたもうひとつのオリンピック物語。
90分版がNHK BS4Kにて2019年8月3日の19時30分から20時52分に放送された。

## あらすじ
選手村食堂には、7000人の選手団のために日本中から300人の料理人が集められた。三郎（高良健吾）も秋田からやってきて、西洋料理のみならず見たこともない各国の料理や選手たちの注文と格闘。トラブルを乗り越えながら、選手たちへの真心こめたおもてなしに挑んでいく。

## 登場人物
坂田三郎
演 - 高良健吾
秋田の洋食屋「好味軒」の料理人。秋田代表として選手村に派遣される。
島田恵子
演 - 松本穂香
選手村内理髪室の理髪師。
山田和雄
演 - 宮舘涼太（Snow Man）
料理人。帝国ホテルから派遣された。
高木弘
演 - 渋谷謙人
料理人。鹿児島代表。
杉浦徹
演 - 小平大智
料理人。高知代表。
多田
演 - 迫田孝也
料理人。
カディナ
演 - マックス
チャド代表の陸上競技選手。
道子
演 - 岸井ゆきの
坂田の幼なじみ。
野島芳江
演 - 須藤理彩
選手村管理事務所のサービス員。
裁縫やアイロンかけなど選手たちの日常生活を手助けし、「オリンピックママ」と称される。
太丸徹二
演 - 徳光和夫
日本ホテル協会会長。モデルは帝国ホテル会長を務めた犬丸徹三。
村山信一
演 - 市川猿之助
選手村内「富士食堂」の料理長。
ナレーション
小堺一機

## スタッフ
- 作 - 鈴木聡
- 音楽 - 川村竜[4]
- 語り - 小堺一機[4]
- 制作統括 - 渡邉浩仁（AX-ON）、小松昌代（NHKエンタープライズ）、髙橋練（NHK）
- プロデューサー - 本多繁勝（AX-ON）
- 演出 - 柳川強（NHKエンタープライズ）
- 制作 - NHKエンタープライズ
- 制作・著作 - NHK、AX-ON